# European University of Cyprus
Die Europäische Universität Zypern (englisch: European University of Cyprus) ist eine private, gewinnorientierte Universität mit Standorten in Nikosia, Republik Zypern, sowie Frankfurt, Deutschland. Gegründet im Jahr 1961 als Cyprus College, ist die Institution seit 2007 als Universität anerkannt und Mitglied der Galileo Global Education, einem großen europäischen Hochschulnetzwerk.

## Kennzahlen und Anerkennung
- Studierende: Über 11.000 Studierende aus mehr als 30 Ländern.[2]

- Studienprogramme: Bachelor-, Master- und Doktorgrade in verschiedenen Fachbereichen; Programme werden auf Englisch und/oder Griechisch angeboten.[3]

- Akkreditierung: Alle Programme sind durch die Cyprus Agency of Quality Assurance and Accreditation in Higher Education (CYQAA) genehmigt, international anerkannt und basieren auf dem ECTS-System.[4]
- Internationale Standorte: Medizin-Fakultät auch in Frankfurt.[5][6]
- Partnerschaften: Zahlreiche internationale Kooperationen, darunter Erasmus+-Programme.
- Ranking: In den 2024 Times Higher Education Impact Rankings unter den Top 101+ Universitäten weltweit in ausgewählten Kategorien vertreten.[7]
- Galileo Global Education: Mitglied eines Netzwerks mit mehr als 170.000 Studierenden in 13 Ländern.[8]